# Dalmatino
Dalmatino je hrvatski pop sastav koji čine Ivo Jagnjić (vokal, gitara) i Zdravko Sunara (bubnjevi). Od kad su izdali svoj debitantski album Cukar i sol 2001. godine, koji su prodali u više od 20.000 primjeraka, pokrenuli su malu revoluciju u dalmatinskoj pop glazbi i stekli veliku popularnost.
Dobitnici su zlatne i srebrne ploče te Porina 2002. godine za novog izvođača godine.

## Diskografija
- Cukar i sol (2001.)
- Dobro jutro (2003.)
- Lipa rič (2009.)
- Moj dom (2014.)
- Instrumentali (Tribute to Mladen Magud) (2016.)
- 20 godina (2019.)